# 링크 (2011년 영화)
링크는 2011년에 개봉한 대한민국의 영화이다.

## 캐스팅
- 류덕환 : 이재현 역
- 곽지민 : 박수정 역
- 김영재 : 구성우 역
- 정찬 : 유영만 역
- 이지현 : 최지수 역
- 조석현 : 서용호 역
- 윤다경 : 수정엄마 역
- 정동규 : 수정아빠 역
- 유지현 : 민주 역
- 박진우 : 이광배 역
- 이장유 : 무면허외과의사 역
- 이명호 : 과학자 역
- 이영리 : 부동산 중개인 역
- 장준녕 : 스키니 역
- 박성택 : 건달 1 역
- 금동현 : 사업가 역
- 김연수 : 여보좌관 역
- 노태엽 : 수정 남동생 역
- 김태환 : 창민 역
- 김민하 : 혜진 역
- 이민주 : 혜영 역
- 채빈 : 채빈 역
- 정인기 : 국과수 국장 역 (특별출연)